# Аксельссон, Пер
Пер У́лоф А́ксельссон (швед. Per Olof Axelsson; род. 4 ноября 1966) — шведский кёрлингист.
В составе мужской сборной команды Швеции участник чемпионата мира 1988 (заняли пятое место). Чемпион Швеции среди смешанных команд.
Играл на позиции первого.

## Достижения
- Чемпионат Швеции по кёрлингу среди смешанных команд: золото (1986).

## Команды
| Сезон                          | Четвёртый      | Третий           | Второй           | Первый        | Турниры           |
| ------------------------------ | -------------- | ---------------- | ---------------- | ------------- | ----------------- |
| 1987—88                        | Сёрен Гран     | Хенрик Хольмберг | Пер Аксельссон   | Хокан Функ    | ЧМ 1988 (5 место) |
| Кёрлинг среди смешанных команд |                |                  |                  |               |                   |
| 1985—86                        | Пер Аксельссон | Anna Klange      | Хенрик Хольмберг | Хелена Кланге | ЧШСК 1986         |

(скипы выделены полужирным шрифтом)